# Routes au Nunavut
Il y aurait environ 850 km (528 mi) de routes dans le territoire canadien du Nunavut, lequel est toutefois la seule entité canadienne à ne pas être directement reliée par la route aux autres parties du pays.
La plupart des véhicules dans le territoire sont déplacés d'une communauté à l'autre et vers l'extérieur du territoire en utilisant des barges durant la saison estivale. Plus rarement, il peut arriver que des véhicules soient expédiés en empruntant un avion-cargo. Certains manufacturiers automobiles y envoient leurs véhicules afin de les tester dans les conditions arctiques.

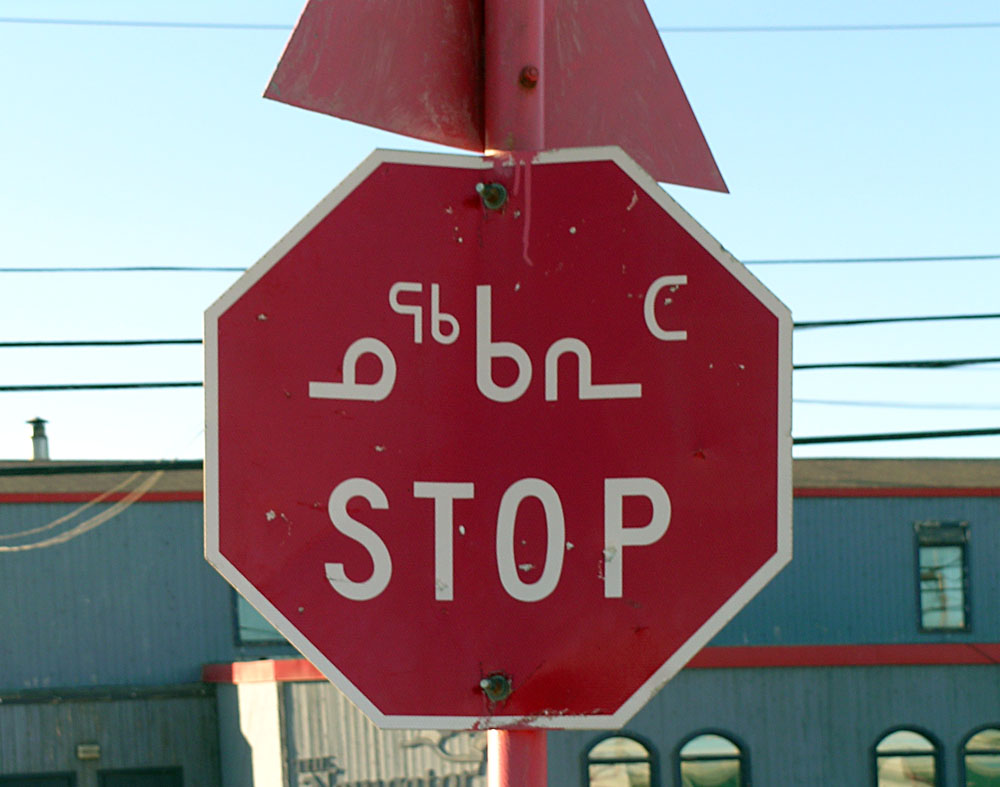
Panneau d'arrêt en Inuktitut, vu à Iqaluit en 1999

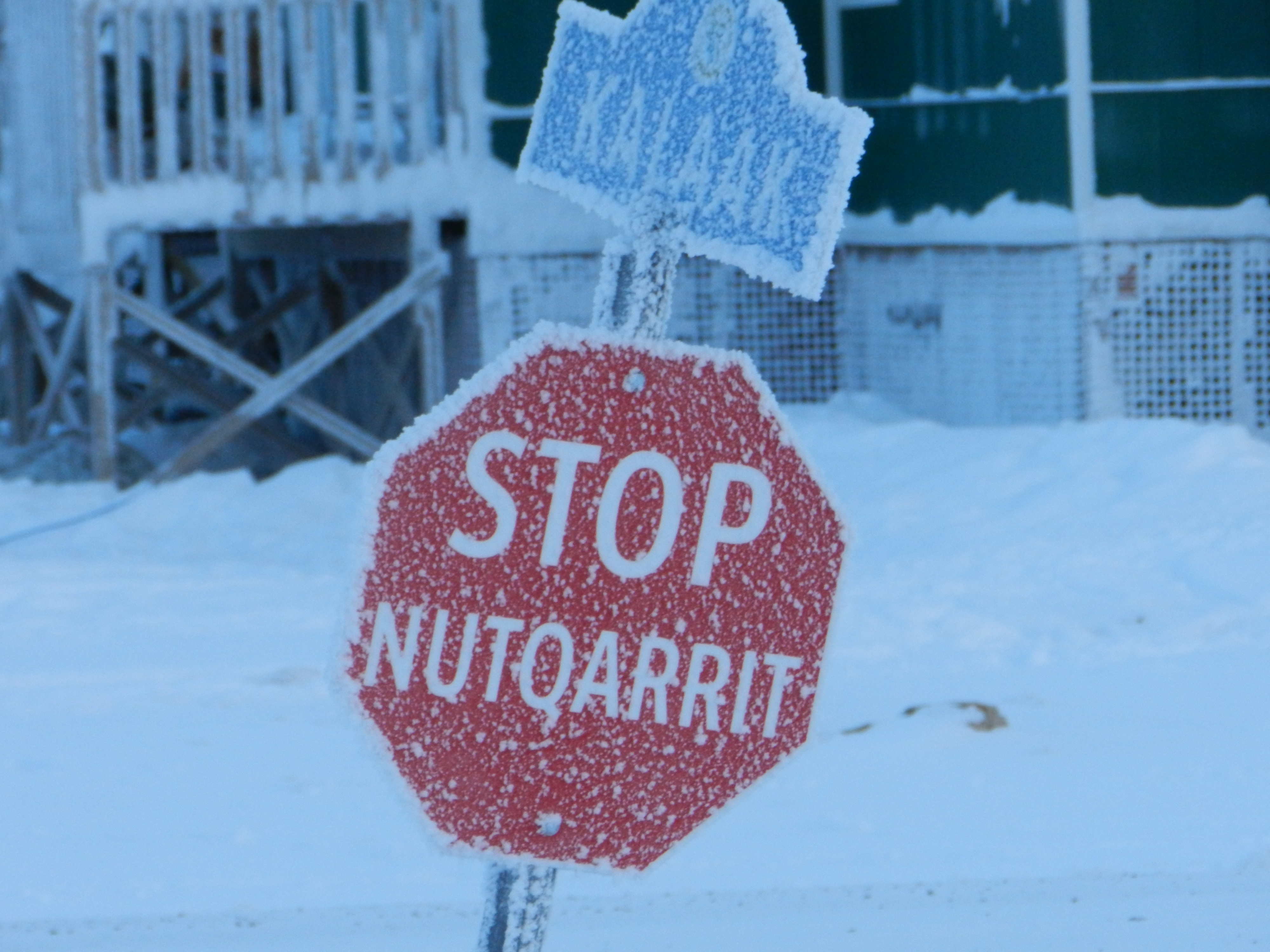
Panneau d'arrêt en Inuinnaqtun et en anglais à Cambridge Bay

Le peu de routes au Nunavut ne sont pas numérotées. Les indications sont en anglais, en Inuktitut et en Inuinnaqtun selon l'emplacement. En comparaison au reste du Canada, entretenir et posséder un véhicule au Nunavut est cher. Les routes sont dures et les conditions météorologiques difficiles éprouvent les véhicules. De plus, bien que l'essence soit subventionné par le gouvernement, son prix demeure parmi les plus hauts au pays. Les pièces mécaniques peuvent prendre beaucoup de temps à arriver et le transport est très dispendieux. En raison de l'absence d'un réseau routier officiel et étendu, l'avion demeure le moyen de transport privilégié, particulièrement entre les communautés, de même qu'en utilisant des véhicules tout-terrain, des motoneiges ou des bateaux.
Environ 4 000 véhicules sont enregistrés dans le territoire. Plusieurs modèles peuvent y être trouvés, mais ce sont surtout les camionnettes et autres véhicules utilitaires à quatre roues motrices qui sont les véhicules les plus communs. À Iqaluit, une plus large gamme de véhicules peut être trouvée, où le gouvernement est le plus présent et où le réseau est en meilleure condition, bien que majoritairement constitué de routes de terre.
Bien que le Nunavut soit isolé du reste du réseau routier canadien, des plaques d'immatriculation provinciales de quelques provinces, dont Terre-Neuve-et-Labrador et du Québec, de même que des plaques d'immatriculation des Territoires du Nord-Ouest et gouvernementales peuvent être aperçues au Nunavut. Le Nunavut, comme les Territoires du Nord-Ouest, a déjà été l'une des rares entités dans le monde à ne pas délivrer de plaques d'immatriculation rectangulaires. Elles avaient la forme d'un ours polaire. Ces plaques d'immatriculation ne sont plus délivrées au Nunavut.
Un lien routier avec le Manitoba a déjà été planifié. Cette route aurait coûté environ 1,2 milliard de dollars à construire et environ 3 millions de dollars par année pour l'entretenir. Elle aurait parcouru 1 100 km (684 mi) entre Sundance, au sud de Churchill, et Rankin Inlet. Cependant, une étude a démontré que le coût de construction de la route allait vraisemblablement surpasser la plus-value économique que cette route apporterait. Une autre proposition a aussi été faite pour relier Rankin Inlet, Nunavut à Gillam en reliant aussi Churchill,.
Une route a été brièvement considérée en 2004 entre Iqaluit et Kimmirut mais il aurait fallu près de quatre fois plus de temps pour relier les villes que le temps requis en avion. L'idée a été abandonnée.
En 2016, le gouvernement fédéral a approuvé le financement d'un port en eau profonde à Iqaluit. Il pourra être utilisé pour réduire le coût des marchandises qui doivent, autrement, être acheminées par voie aérienne. Il a aussi été envisagé d'y établir un service de traversier entre celui-ci et Happy Valley-Goose Bay à Terre-Neuve-et-Labrador,. En 2019, il a été annoncé que le port n'inclurait pas d'installations pour le service de traversier car celles-ci auraient été trop onéreuses.

## Routes importantes au Nunavut

### Tibbitt to Contwoyto Winter Road
Cette route de glace a déjà permis de relier Yellowknife au Nunavut. Cette route dessert quelques mines et camps de travailleurs dans la région. Elle parcourt 605 km (376 mi) et elle est la plus longue route de glace pour le transport lourd au monde. Elle est ouverte entre février et mars chaque année. Depuis la fermeture de la Mine Lupin Gold Mine et de la mine Jericho Diamond Mine, seuls les premiers only the first 400 km (249 mi) de la route sont construits chaque année. Elle ne traverse plus la frontière du Nunavut. Le public peut emprunter les premiers quelques kilomètres de la route, mais doit rebrousser chemin à un contrôle de sécurité. La route prend fin à la mine Ekati Diamond Mine dans les Territoires du Nord-Ouest.

### Arctic Bay to Nanisivik Highway
Cette route de 21 km (13 mi) relie Arctic Bay à l'ancienne ville-minière de Nanisivik. La route a aussi gagné en renommée mondiale pour plusieurs années alors qu'elle était utilisée pour le Midnight Sun Marathon (en) mais elle a perdu de l'importance depuis que la mine a fermé en 2002. Celle-ci a d'ailleurs été contaminée au plomb. Cependant, en 2007, le gouvernement fédéral a annoncé l'agrandissement du port en eaux profondes à Nanisivik, ce qui devrait permettre à la route de reprendre de l'importance.

### Eureka Highway
Il s'agit d'une route de 20 km (12,4 mi) praticable à l'année entre la station météorologique d'Eureka, la base des forces canadiennes d'Eureka et l'aéroport.

### Federal Road, Iqaluit
La route principale à Iqaluit, celle-ci permet de relier le centre-ville à l'Aéroport d'Iqaluit ainsi qu'au bâtiment administratif du Nunavut.

### Niaqunngusiariaq Road, Iqaluit
Cette route relie Iqaluit à la communauté d'Apex (Niaqunguut). Elle a été construite par le Corps du génie de l'armée américaine afin d'occuper ses soldats alors qu'il attendaient l'ouverture des glaces maritimes pour rentrer chez eux à l'été 1956.
Le pont au-dessus du Kujesse (Apex Creek) était un cadeau du Département des autoroutes du Gouvernement de l'Ontario l'année suivante.
Cette route est l'une des routes les plus achalandées du territoire.

### Alert to Alert Airport Road
Ce segment de 6 km (3,7 mi) de route ouverte toute l'année est le segment de route le plus septentrional du monde. Elle relie la base militaire d'Alert à l'Aéroport d'Alert.

### Ovayok Road
Relie Cambridge Bay jusqu'au Parc territorial Ovayok, 17 km (10,6 mi) à l'est. Une autre route débute dans le même hameau et se dirige vers l'ouest sur 14 km (8,7 mi).

### Coral Harbour Airport Road
Relie le hameau de Coral Harbour sur l'Île Southampton à son aéroport, 11 km (6,8 mi) plus loin.